# Giovanni Ruffini
Giovanni Domenico Ruffini (20. září 1807 Janov – 3. listopadu 1881 Taggia na Riviéře) byl italský spisovatel, básník, libretista, diplomat, politik a vlastenec hnutí Risorgimento. Je připomínán pro svůj román Il Dottor Antonio, kterým představil Bordigheru a Rivieru dei Fiori britským turistům 19. století.

## Životopis
Život rodiny Ruffini byl velmi pohnutý kvůli křehkosti zdraví jejích členů a problémům se spravedlností související s vlasteneckou činností. Již jeho otec Bernardo Ruffini, nositel liberálních myšlenek, měl v mládí problémy, které mu bránily v kariéře v soudnictví. Matka Eleonora Curlo Ruffini, dcera markýze Ottavia Curlo di Taggia, porodila třináct dětí, ale dospělosti se dožili pouze 4 chlapci a jedna dívka Angiolina.
Giovanni se narodil v roce 1807 a dětství prožil v sídle Villa Eleonora v Taggii, později navštěvoval nejstarší gymnázium v Janově, Liceo Colombo, po kterém se zapsal na právnickou fakultu a v roce 1830 se stal právníkem. Roku 1833 ho jeho bratr Jacopo seznámíl s Giuseppem Mazzini. Vstoupil do Carboneria a poté do Giovine Italia a zahájil se svými bratry vlasteneckou činnost  V noci na 13. května 1833 byl jeho bratr Jacopo zatčen a podroben zvláště tvrdým výslechům, možná i mučení, vzhledem k tomu, že v noci na 18. června spáchal sebevraždu podříznutím hrdla.
17. září 1833 byl v nepřítomnosti odsouzen a rozhodl se proto odejít do Marseille, kde se později setkal s Mazzinim. Spolu se svým mladším bratrem Agostinem, se rozhodli přestěhovat do Švýcarska. V roce 1837 se ještě se svým bratrem přestěhoval do Velké Británie, kde začal studovat angličtinu.
Právě v těchto letech začal pracovat na svém prvním románu „Lorenzo Benoni“, ale nenašel souhlas nakladatelství, kterým jej představil, a rozhodl se jej odložit. Mezitím se v Anglii spřátelil s Thomasem Carlylem , díky jemuž mohl navštěvoval tehdejší anglické intelektuály.
V roce 1841 znovu nakrátko viděl svou matku v Montpellier, zvláště zkoušenou četnými rodinnými úmrtími, v neposlední řadě smrtí jejího nejstaršího syna Ottavia v roce 1839 a jejího manžela v roce 1840. Giovanni se rozhodne usadit v Paříži, kde spolupracuje s Gaetanem Donizettim. Nejprve přeložil libreto jeho opery Dom Sébastien pro italskou verzi a poté napsal libreto opery Don Pasquale, které však po sporu se skladatelem podepisuje pseudonymem „M.A.“, Michele Accursi, dalšího exulanta, přítele obou.
V roce 1848, po přijetí Statuto Albertino, se vrátil do své vlasti a získal místo v parlamentu  V roce 1849 byl jmenován sardinským chargé d'affaires v Paříži, ale po bitvě u Novary rezignoval na svůj post a vrátil se do Anglie. V těchto letech pokračoval v psaní a podařilo se mu v roce 1853 vydat svou první knihu v anbličtině, Lorenzo Benoni or Passages in the life of an Italian. Byla to jeho autobiografie a měla příznivé přijetí.
V roce 1855 vydal Il Dottor Antonio a byl to jeho největší literární úspěch. Tento typický román z 19, století byl důležitý jak pro podporu věci italského Risorgimenta, tak pro zviditelnění Ligurské riviéry a především Bordighery anglické veřejnosti. Všichni britští turisté, kteří přijeli do Bordighery, požádali o návštěvu "Brick Inn", kde byla milá Lucy Davenne ošetřena doktorem Antoniem.

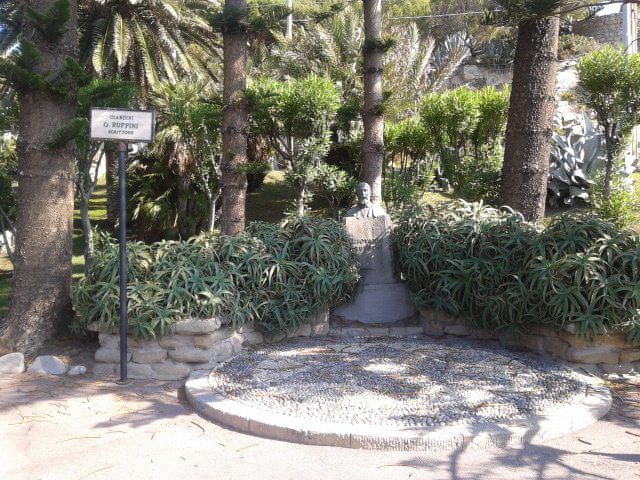
Pomník Giovanni Ruffiniho

V roce 1859 vydal román Lavinia a v roce 1863 Vincenzo, knihu, která hodně přispěla k udržení příznivé nálady Anglie k Itálii. Poté přestal psát. V roce 1874,se natrvalo vrátil do Taggie, kde zemřel 3. listopadu 1881 ve věku 74 let.
Město Bordighera mu věnovalo pomník jako poděkování za  literární díla, kterými se zvýšila mezinárodní reputace města.